# VNIIMotoprom
VNIIMotoprom (Russisch: ВНИИМотопром) is een Russisch historisch merk van motorfietsen.
Russisch bedrijf dat in 1996 een prototype met een 500 cc wankelmotor presenteerde. Waarschijnlijk is de machine, die een Dnepr-versnellingsbak had, nooit in productie gegaan.